# Abderrahmane Bechlaghem
Adberrahmane Bechlaghem, né le 6 juillet 1995, est un coureur cycliste algérien.

## Biographie
Abderrahmane Bechlaghem commence le cyclisme à l'âge de six ans, dans le club d’entreprise de son père. 

## Palmarès sur route

### Par années
- 2012
  -  Champion d'Afrique sur route juniors
  -  Champion d'Afrique du contre-la-montre juniors
  -  Champion arabe sur route juniors
  -  Médaillé de bronze du championnat arabe du contre-la-montre juniors
- 2013
  -  Champion arabe du contre-la-montre juniors
  -  Médaillé d'argent du championnat arabe sur route juniors
  -  Médaillé de bronze du championnat d'Afrique du contre-la-montre juniors
  -  Médaillé de bronze du championnat d'Afrique du contre-la-montre par équipes juniors
- 2015
  -  Médaillé d'argent du contre-la-montre par équipes aux Jeux africains
  - 2e du Tour international d'Annaba[n 1]
  - 3e du Circuit international de Constantine[n 2]
- 2016
  -  Médaillé d'argent du championnat d'Afrique du contre-la-montre par équipes
  - 2e du Circuit international d'Alger
  -  Médaillé de bronze du championnat d'Afrique du contre-la-montre espoirs
- 2017
  - 3e du championnat d'Algérie du contre-la-montre espoirs
- 2019
  -  Champion d'Algérie sur route

### Classements mondiaux
| Année           | 2014 | 2015 | 2016 | 2017 |
| --------------- | ---- | ---- | ---- | ---- |
| UCI Africa Tour | 202e | 41e  | 32e  | 170e |

## Palmarès sur piste

### Championnats arabes
- 2013
  -  Champion arabe de poursuite juniors
  -  Médaillé d'argent de la course aux points juniors
  -  Médaillé de bronze de l'omnium juniors